# Iraimbilanja
Iraimbilanja (dosł. jęz. malg. waga jednego żelaza) – moneta zdawkowa używana na Madagaskarze jako równowartość 1/5 ariary i 1 nieużywanego już franka malgaskiego. Oprócz mauretańskiego khoumu to jedyny przypadek na świecie, gdy waluta nie dzieli się w monetach zdawkowych na części dziesiętne lub setne.
Jest w użyciu w obiegu od 1965 roku, zaś od 1 stycznia 2005 roku, kiedy oficjalnie zaprzestano używania franka malgaskiego, jest oficjalną walutą (wciąż pozostaje on jednak popularniejszy na prowincji). Nie posiada własnego skrótu, monety o wartości 1 i 2 iraimbilanja występując więc jako 0,2 i 0,4 ariary.